# Parlamentní systém

Parlamentní systémy ve světě:
parlamentní republiky
parlamentní republiky s výkonným prezidentstvím
poloprezidentské republiky
parlamentní konstituční monarchie

Parlamentní systém je politický systém s dělbou moci, ve kterém je vláda odpovědná parlamentu, což je vyjádřeno hlasováním o důvěře vládě. Vláda je tak závislá na podpoře nebo minimálně toleranci parlamentní většinou. Parlament je voleným orgánem, reprezentujícím voličstvo a má zákonodárnou a kontrolní moc. Hlava státu je oddělena od hlavy vlády a má spíše omezené pravomoci nebo většina reálných pravomocí podléhá kontrasignaci hlavou vlády. Hlava státu většinou jmenuje na základě výsledků voleb předsedu vlády a na jeho rozhodnutí jmenuje a odvolává členy vlády a většinou vykonává především úlohu reprezentativní. Faktické řízení výkonné moci přísluší vládě.  V parlamentním systému na rozdíl od prezidentských republik nebo absolutních monarchií není hlava státu zároveň hlavou vlády. Vzhledem k závislosti vlády na parlamentu není v parlamentním systému striktní dělba moci výkonné a zákonodárné, tak jak je běžné v prezidentském systému. V závislosti na konkrétní úpravě daného státu většinou mohou členové vlády být zároveň členy parlamentu. Díky propojení moci výkonné a zákonodárné má vláda svou roli v zákonodárném procesu a většinou má hlava státu (nebo fakticky hlava vlády) možnost za určitých podmínek rozpustit parlament.
Státy s parlamentními systémy mohou být jak konstituční monarchie (hlavou státu je panovník),tak parlamentní případně poloprezidentské republiky (hlavou státu je prezident). 

## Specifika parlamentarismu

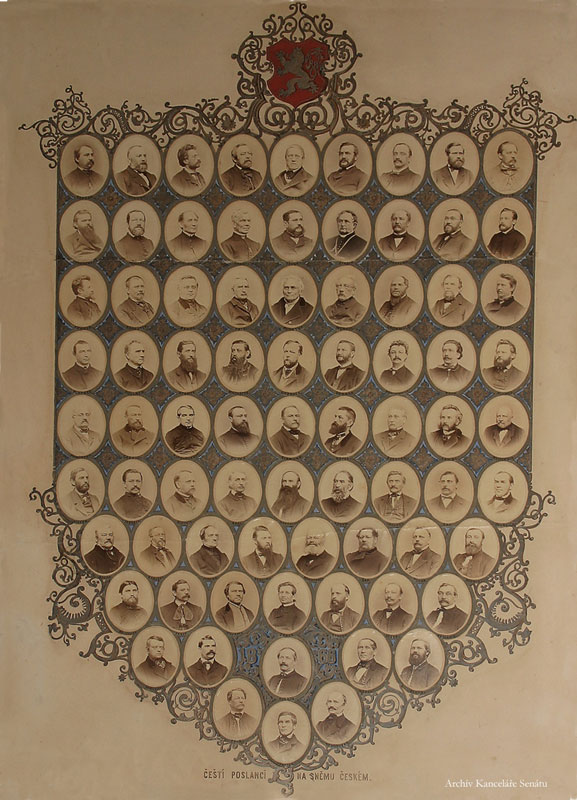
Tablo zemských poslanců

Základem je v parlamentní formy vlády především princip moci většiny, která sestavuje vládu. V zastupitelské demokracii tento základní princip vlády většiny doplňují další, zejména zásada ochrany menšiny, otevřenost možnosti změny dosavadní menšiny stát se většinou prostřednictvím svobodných voleb, jejíž základní podmínkou je svoboda slova, uznání plurality ve společnosti a existence politických stran.
K dispozici jsou tři hlavní složky[zdroj⁠?!] parlamentního systému:
- voličstvo, politický lid, který volí parlament
- parlament jako volený zákonodárce
- strany jako sdružení kandidátů a jejich podporovatelů do voleb zákonodárců.

Součást teorie parlamentarismu jako nauky o parlamentu a parlamentní formě vlády a jejím uspořádání je také teorie bikameralismu či unikameralismu, nauka o specifické struktuře parlamentu, jejích důvodech a funkcích.

## Parlamentní demokracie

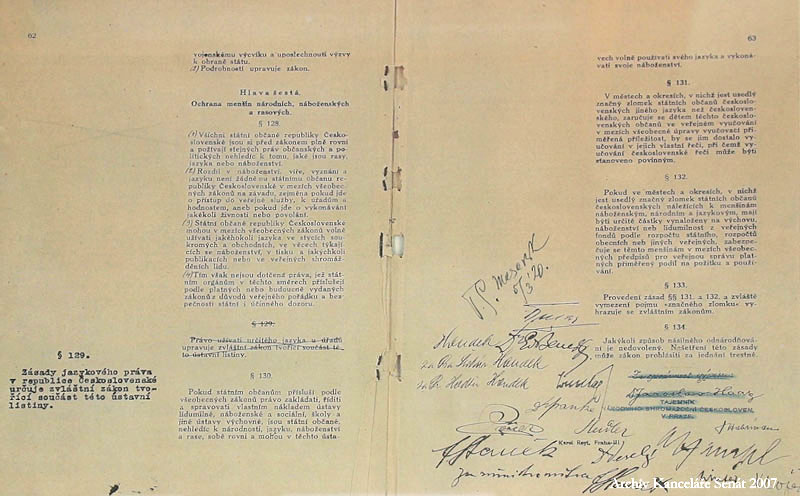
Československá ústava přijatá Národním shromážděním 29. února 1920

Parlamentní systém může mít různě pevný nebo naopak volný vztah k demokracii, protože jako své definiční znaky nezahrnuje její složky, například všeobecnost volebního práva, ochranu politických menšin.[zdroj⁠?!] Parlamentem může být fakticky od skutečně rozhodujícího a jen na svobodné vůli lidu závislého sboru až po pouhý poradní nebo krycí orgán vládce, tj. z velké části vládcem nebo vládnoucí skupinou jmenovaný.[zdroj⁠?!] Pak je skutečným voličstvem právě tato určující skupina – monopolní strana, organizace nebo sám diktátor, zpravidla s titulem prezidenta nebo panovníka.
Parlamentní forma vlády se ustavila ve Velké Británii již v 18. století, tedy v době, kdy volebním právem disponoval jen nepatrný zlomek populace. Obecně tudíž platí, že mezi parlamentní formu vlády a demokracii nelze[zdroj⁠?!] klást rovnítko, jakkoliv v Evropě 19. století boj za obojí v podstatě splýval.
Carl Schmitt dokonce považuje parlamentarismus založený na liberálních hodnotách otevřenosti a diskuse za protiklad masové demokracie, jejímž vítězstvím a s ním spjatou dominancí politických stran se parlamentní jednání jako forma hledání pravdy, obecného zájmu a edukace vyprazdňuje. Nastupují pak prvky demokracie plebiscitní, případně diktatura.
Klaus von Beyme píše o parlamentní vládě, která se po jeho soudu stává synonymem parlamentarismu až na konci 19. století. Mezi její institucionální kritéria patří slučitelnost ministerského úřadu s poslaneckým mandátem, rekrutování ministrů především z parlamentu, odpovědnost vlády parlamentu, parlamentní kontrola nebo rozpustitelnost parlamentu jako „conditio sine qua non rovnováhy v parlamentním systému“.

## Druhy parlamentních systémů
Konkurenční vs konsensuální

### Rozdělení dle Sartoriho
Giovanni Sartori rozděluje parlamentní systémy do třech typů dle postavení vlády
- premiérský parlamentarismus – role hlavy státu je potlačena na minimum, hlavní politickou postavou je předseda vlády, pozice vlády převažuje nad parlamentem, nejstabilnější
  - britský kabinetní tvz. westminsterský systém (silnější) – spíše většinový volební systém, čele vlády stojí vůdce většinové politické strany v pozici prvního nad nerovnými, rozhoduje o jmenování i odvolání ministrů, je vůdcem vlády, strany i parlamentní většiny,
  - německý tzv. kancléřský systém (slabší) – spíše poměrný volební systém (většinou s nutností tvorby vládních koalic), premiér má stále silnou pozici prvního nad nerovnými, vztah s parlamentem je více vyrovnaný než ve westminsterském systému,
- parlamentarismus kontrolovaný politickými stranami – postavení vlády závisí charakteru politického systému a na míře organizovanosti a kontroly politických stran v parlamentu, např. Japonsko,
- parlamentarismus s převahou zákonodárného sboru – postavení vlády ve vztahu k parlamentu je slabé (snadněji lze svrhnout vládu než rozpustit parlament), zpravidla nutnost tvorby vládních koalic, vláda je závislá na jednotlivých poslancích a tvorbě ad hoc koalic, nejnestabilnější, např. Česko, Nizozemsko, Třetí Francouzská republika.

Na rozdíl od Klokočky do druhů parlamentních systémů nezahrnuje specifický poloprezidentský systém ani zvlášť nevyčleňuje tzv. racionalizovaný parlamentarismus.

### Rozdělení dle Klokočky
Vladimír Klokočka rozděluje systémy s parlamentní formou vlády v republikách a monarchiích. Z parlamentních monarchií pak podobně jako Sartori dále vyděluje britský tzv. westminsterský systém.
- parlamentarismus v konstitučních monarchiích
  - britský parlamentarismus (tzv. westminsterský systém)
  - parlamentarismus v ostatních konstitučních monarchiích
- klasický republikánský parlamentarismus
- racionalizovaný parlamentarismus
- prezidiální parlamentarismus (tzv. poloprezidentský systém)

### Rozdělení dle Lijpharta
Arend Lijphart dělí parlamentní režimy na konkurenční a konsensuální:
- konkureční westminsterský, většinový – převažuje jednání na plénu než ve výborech, spíše většinové volební systémy než poměrné nebo smíšené, předseda vlády a většinou i ministři musí být členy parlamentu (kromě výjimek),
- konsensuální – typicky evropské parlamentní demokracie, poměrné volební systémy s otevřenými kandidátními listinami, koaliční vládnutí, těžiště parlamentní práce ve výborech, členové vlády nemusí být členy parlamentu příp. jimi ani být nemohou.

### Podle postavení předsedy vlády
Parlamentní režim je možné dle Sartoriho klasifikovat také podle postavení předsedy vlády v rámci vlády samotné:
- první nad nerovnými – premiér je nejdůležitějším představitelem výkonné moci, vůdcem strany a téměř není možnost jej sesadit parlamentním hlasováním, protože dostatečná většina poslanců je jeho stranickými podřízenými, navíc jmenuje a odvolává ministry na základě vlastní vůle,
- první mezi nerovnými – premiér nemusí být výlučně šéfem strany, přesto je parlamentem hůře sesaditelný, může provádět změny členů vlády a sám zůstává v úřadu,
- první mezi rovnými – premiér jen jen jedním z ministrů, stojí a padá se svými ministry, má nad nimi malou moc a přijímá složení vlády, které je mu vnuceno.

## Racionalizovaný parlamentarismus
Racionalizovaný parlamentarismus (tj. rozumný, vyvážený) je reakcí na politickou nestabilitu a obtíže ve fungování státu s parlamentním systémem vlády zejména tam, kde bylo postavení vlády vůči parlamentu příliš slabé a parlament začal vládnout, aniž by za to nesl přímou odpovědnost. Takovými státy byly Třetí a zejména Čtvrtá Francouzská republika. Sartori uvádí, že vláda funguje lépe, když se toto označení nebere tak úplně doslova, tedy když parlament má racionální omezení ze strany vlády nebo hlavy státu. Stejně tak však může být racionalizovaný parlamentarismus vyústěním opačného vývoje od systému silné hlavy státu působící v podmínkách fragmentovaného a polarizovaného systému politických stran (jako byl např. ve výmarském Německu). Účelem racionalizace parlamentního systému je zvýšit stabilitu a akceschopnost vlády posílením jejího postavení vůči zákonodárnému sboru resp. té parlamentní komoře které je vláda odpovědna.
| „                             | Podstatou racionalizace parlamentarismu je posílení exekutivy se současným respektováním parlamentu. Ten tedy nemá být úplně odsunut stranou, ale stává se spíše podporovatelem vlády než jejím mocenským konkurentem. Racionalizace parlamentního režimu není ničím jiným, než pokusem čelit vládě zákonodárného sboru, a to tam, kde není možná britská cesta kabinetního systému ve formátu dvou alternujících politických stran. | “ |
| — Jan Kysela, ústavní právník | |   |

Hlavním a nejčastěji používaným prostředkem racionalizace jsou zejména konstruktivní hlasování o nedůvěře vládě (vyslovit nedůvěru vládě resp. jejímu předsedovy je možné pouze pokud je zároveň navrhnut nový předseda vlády) a tzv. negativní parlamentarismus (platí presumpce důvěry, nově ustavená vláda nemusí o důvěru žádat a vládne dokud jí není parlamentem vyslovena nedůvěra). V případě pozitivního parlamentarismu je pak pro vyslovení nedůvěry vládě potřebný větší počet hlasů než pro vyslovení důvěry (např. většina všech vs. většina přítomných).
K dalším prvkům racionalizace patří:
- možnost vyslovení nedůvěry pouze celé vládě resp. premiérovi, nikoliv jednotlivým ministrům,
- předseda vlády jmenovaný v důsledku konstruktivního vysloven nedůvěry po svém jmenování nemusí znovu žádat o důvěru,
- posílení pozice předsedy vlády v rámci vlády, ministři jsou jmenováni a odvolávání z rozhodnutí předsedy vlády (nikoliv parlamentu nebo hlavy státu),
- zákaz či ztížení možnosti vyvolat nové hlasování o nedůvěře vládě v určené době od hlasování ve kterém nebyla vládě vyslovena nedůvěra,
- právo vlády se vyjádřit ke všem legislativním návrhům,
- přednost projednávání vládních návrhů zákonů, případně omezení zákonodárné působnosti parlamentu,
- charakteristika volebního systému: posílení většinových prvků poměrného nebo přímo zavedení většinového volebního systému,
- stanovení jasných ústavních postupů a krátkých striktních lhůt pro jednání ústavních činitelů (zejména při jmenování vlády).

Součástí racionalizace může být i vzájemné postavení mezi komorami v rámci dvoukomorových parlamentů, tak těchto komor vůči vládě. Dalším faktorem je uspořádání společenského a politického resp. stranického systému (např. počet politických stran, jejich vnitřní stabilita a disciplinovanost, politická polarizace).
Mezi státy s racionalizovaným parlamentním systémem vlády jsou řazeny například: 
- Maďarsko
- Německo [3][6]
- Polsko [2][3][pozn. 1]
- Španělsko
- Slovinsko
- Izrael
- Lesotho

V případě poloprezidentských režimů dochází nikoliv k posílení postavení samotné vlády, ale hlavy státu, která vládu jmenuje (většinou v kombinaci s negativním parlamentarismem a pramovocí rozpustit parlament). Takovým případem bylo nahrazení nestabilního parlamentního systému Čtvrté Francouzské republiky poloprezidentskou Pátou republikou. Na zařazení poloprezidentských režimů do širší definice racionalizovaného parlamentarismu nepanuje většinová shoda, jelikož posiluje nikoliv přímo vládu (resp. jejího předsedu), ale na parlamentu naopak nezávislou volenou hlavu státu.
| „                         | Za racionalizovaný parlamentní režim tedy považuji takový, ve kterém je posílena vláda v čele s premiérem, protože ta má reálnou výkonnou moc. Nejedná se tedy o více-značnou exekutivu ve smyslu vlády spolu s prezidentem nebo snad prezidenta samotného. Pokud bychom totiž posilovali prezidenta na úkor vlády, pak už asi nepůjde o racionalizaci parlamentního režimu, ale spíše o posun směrem k poloprezidencialismu. Rozdíl mezi racionalizovaným parlamentním režimem a poloprezidentským režimem spočívá v tom, že v prvním případě je posílena na prezidentovi nezávislá vláda hlavně proti parlamentu, vůči němuž ale zůstává politicky odpovědná (proto parlamentní režim), zatímco v druhém případě jde především o výkonné umocnění na parlamentu nezávislého prezidenta, který se ale současně podle ústavy musí o svou reálnou výkonnou moc více či méně dělit s vládou (proto poloprezidentský režim). | “ |
| — Michal Kubát, politolog | |   |